# فیرویو (میزوری)
فیرویو (به انگلیسی: Fairview) یک شهر در ایالات متحده آمریکا است که در شهرستان نیوتون، میزوری واقع شده‌است. فیرویو ۱٫۲۲ کیلومتر مربع مساحت و ۳۸۳ نفر جمعیت دارد و ۳۹۷ متر بالاتر از سطح دریا واقع شده‌است.